# اکبر بهنام‌جو
اکبر بهنام‌جو (زاده ۱۳۴۶ همدان) سیاستمدار ایرانی است که از آبان ۱۴۰۳ استاندار قم است. وی پیش‌تر در دولت دوازدهم به‌عنوان استاندار اردبیل فعالیت می‌کرد.

## زندگی‌نامه
او در سال ۱۳۴۶ در همدان از پدر و مادری با اصالت گیلانی زاده شد و سپس به دانشگاه گیلان رفت و در رشته مهندسی عمران تحصیل کرده‌است. او پس از فارغ‌التحصیلی در سال ۱۳۷۱ به سمت شهردار انزلی منصوب شد و عنوان جوان‌ترین مدیر سال در کشور را در کتاب منتشر شده از سوی سازمان مدیریت به خود اختصاص داد.
بهنام‌جو با درخواست استاندار وقت گیلان به عنوان شهردار انزلی و پس از آن به عنوان مدیرکل دفتر شهر و روستای استانداری گیلان منصوب و سپس با حکم وزیر مسکن عباس آخوندی به عنوان رئیس مسکن و شهرسازی استان گیلان منصوب شد.
وی در استان اردبیل نیز تقریباً هفت سال دارای مسولیت بوده و در سال ۱۳۷۸ با حکم وزیر کشور به عنوان معاون امور عمرانی استانداری منصوب و تا سال ۱۳۸۵ عهده‌دار این سمت بود.
همچنین به گفته وب‌سایت خبری قم‌نا، بهنام‌جو سال‌هاست که ساکن قم می‌باشد و خانواده وی نیز در تمامی سال‌های مسئولیتش در قم سکونت داشته‌اند. 
او از سال ۱۳۸۵ به مدت ۱۰ سال در شرکتهای گردشگری عهده‌دار سمت‌های معاونت و مدیرعاملی شرکت‌های گردشگری در امر مطالعه احداث هتل و آبدرمانی مجموعه‌های توریستی بوده‌است.